# Religião em Malta
Religião em Malta (2018)
A constituição de Malta estabelece o catolicismo romano como religião do Estado, bem como a da grande maioria da população. No entanto, a liberdade religiosa é garantida. A Igreja Católica em Malta tem grande influência na sociedade do país.

## Religião e código penal
Há artigos no Código Penal Maltês que relacionam como "crimes contra o sentimento religioso": o artigo 163 diz que difamação pública ou ofensa do catolicismo e da difamação de seus crentes, pastores ou objetos de adoração por meio de palavras, gestos, matéria escrita (impressa ou não), imagens ou meios visíveis, podem ser punir de um a seis meses de prisão. O artigo 164 amplia o artigo anterior a outros "cultos tolerados por lei", mas com um prazo máximo de prisão de três meses. O artigo 165 refere-se a impedir ou perturbar uma função, cerimônia ou serviço, seja católica ou de qualquer religião tolerada por lei, a realização de um prazo máximo de prisão de um ano, prorrogável por mais um ano, em caso de ameaça de violência. Além do Artigo 338 do Código Penal, que faz com que o uso não autorizado do hábito eclesiástico ou veste seja uma contravenção contra a ordem pública.
Malta foi o último país da Europa (excluindo a Cidade do Vaticano) a introduzir o divórcio em outubro de 2011 depois de votar em um referendo sobre o assunto no início do ano.
O aborto é ilegal em todas as circunstâncias.

## Religiosidade
De acordo com uma sondagem Eurobarómetro, realizada em 2005, 95% dos entrevistados de Malta disseram que "acreditam que existe um Deus". Este foi o mais alto da UE-25 (média da UE-25 foi de 52%). Um adicional de 3% dos entrevistados de Malta respondeu que "acreditam que existe algum tipo de espírito ou força da vida", com apenas 2% respondendo que "não acredita que haja qualquer tipo de espírito, Deus ou força vital" (a mais baixa na UE-25, sendo igualado apenas pela então candidata à UE Roménia).
Dados do Vaticano para 2006 mostram que 93,89% da população de Malta é católica romana, tornando o país um dos países mais católicos do mundo. Em um relatório publicado no mesmo ano, foi relatado que 52,6% dos malteses assistiram a missa dominical (contrastando com os 75,1% em 1982 e 63,4% em 1995). Cerca de um quinto dos participantes de massa disseram que são membros ativos de um movimento da Igreja, grupo ou iniciativa .